# Mason & Hamlin
Mason & Hamlin est un fabricant de pianos installé à Haverhill, Massachusetts. L'entreprise, fondée en 1854 a aussi fabriqué une large gamme d'harmoniums au cours du XIXe siècle.

## Histoire

### XIXesiècle
Mason & Hamlin a été créé à Boston, Massachusetts en 1854 par Henry Mason homme d'affaires et musicien amateur, fils de Lowell Mason (en), compositeur de l'hymne américain et professeur de musique, et Emmons Hamlin, mécanicienne et créatrice qui a travaillé pour le fabricant de mélodéons, Prince & Co à Buffalo,.
Au départ, la marque fabriquait uniquement des mélodéons, mais en 1855 elle débuta à commercialiser des harmoniums à aspiration dont les soufflets ont été placés verticalement sous les anches. Cela a servi de modèle pour tous les autres harmoniums à aspiration basés sur le « système américain ». Après un prix à l'Exposition universelle de 1867, au début des années 1870, la marque est le plus gros et le plus important fabricant d'harmoniums aux États-Unis, employant environ 500 employés et produisant jusqu'à 200 instruments par semaine. Mason & Hamlin a fourni des harmoniums à plusieurs compositeurs de haut rang comme Franz Liszt, dont elle a utilisé le nom pour un mécanisme breveté. Elle a par ailleurs sorti une série spéciale de modèles appelée les « Harmoniums de Liszt ». En 1869, Henry Mason prend sa retraite et laisse son fils Lowell à la direction jusqu'en 1885.
Mason & Hamlin ne commence la fabrication de pianos qu'en 1883. Initialement, elle ne construisait que des pianos droits dotés d'un système breveté de maintien de l'accord, commercialisé sous le nom de screw stringer . Il était conçu comme une amélioration par rapport au système traditionnel à cheville. En 1895, le département consacré au piano a été complètement réorganisé par Richard W. Gertz, un designer de piano indépendant d'Allemagne qui avait conçu plus tôt cette année là des nouvelles gammes pour Mason & Hamlin. Gertz a été nommé secrétaire de la société en 1903, puis président en 1906, il avait breveté pour cette dernière un résonateur de tension appelé « crown rétention system » permettant d'empêcher la table d'harmonie de se déformer avec les années et les conditions climatiques variables. C'est une sorte d'araignée, composée de plusieurs tiges métalliques partant d'un moyeu central et entrant  dans la ceinture interne.

Ce dispositif a été monté sur les pianos à queue à partir de 1900, et il est encore monté actuellement sur tous les pianos de la marque.

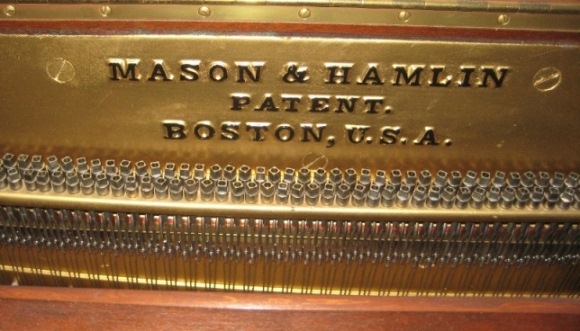
Détail d'un piano droit Mason & Hamlin de 1884 équipé du système screw stringer.

### XXesiècle
Au tournant du XXe siècle, « l'âge d'or » du piano, des pianistes connus et reconnus étaient sous contrat avec Mason & Hamlin, comme Sergueï Rachmaninoff qui a enregistré en 1924, son deuxième concerto pour piano sur un piano à queue de la marque. Le compositeur Maurice Ravel disait à propos des pianos Mason & Hamlin While preserving all the qualities of the percussion instrument, the Mason & Hamlin pianoforte also serves magnificently the composer’s concept by its extensive range in dynamics, as well as quality of tone. It is not short of being a small orchestra. In my opinion, the Mason & Hamlin is a real work of art. (« Tandis que toutes les qualités de percussion de l'instrument sont préservées, le Pianoforté Mason & Hamlin est remarquablement au service des idées du compositeur par sa large gamme dynamique ainsi que par sa qualité de son. Ce n'est pas loin d'un petit orchestre. À mon avis, les pianos Mason & Hamlin sont de véritables œuvres d'art. »)
Il faut dire qu'en ce début de siècle, la marque rivalisait avec Steinway & Sons aux États-Unis.
Cable Company , un fabricant de pianos de Chicago a détenu une part de la société Mason & Hamlin de 1904 jusqu'en 1924, lorsque celle-ci est vendue à The American Piano Company.
Ce groupe comprenait Chickering and Sons et Wm. Knabe & Co. .
Les ventes en Amérique commencent à décliner en 1928, et après l'effondrement de la marque à la suite du krach de 1929, la marque, l'inventaire et tout l'équipement de la société ont été vendus au concurrent américain Aeolian pour 450 000 $ tandis que les bâtiments de l'usine ont été vendus séparément avant la fin de l'année suivante. En 1932, à la suite de la fusion d’Aeolian avec The American Piano Compagny  devenant Aeolian-American, Mason & Hamlin fait alors partie d'un groupe réunissant plus de vingt marques. La fabrication des pianos Mason & Hamlin, qui entre temps s'est effectuée dans l'ancienne usine de pianos de Hallet, Davis & Company à Neponset, est transférée dans une usine séparée du complexe d'Aeolian-American à East Rochester, New York. Durant cette période la marque commença à devenir partenaire du concours du Mason and Hamlin Prize.
La fabrication de pianos cesse en 1942 sur ordre du War Production Board, en raison de la seconde guerre mondiale, pour être temporairement remplacée par celle de planeurs militaires.
Mason & Hamlin change plusieurs fois de main durant la période d'après-guerre et fait partie en 1985, de Sohmer & Co, fabricant de pianos New-yorkais.
Au fil des décennies, le design extérieur des pianos Mason & Hamlin a évolué, dans la mesure où il n'a plus que peu de choses en commun avec les pianos « traditionnels » des années 1930.
En 1989, Bernard Greer, un homme d'affaires de Seattle rachète Sohmer & Co. qui détenait aussi les marques George Steck, Knabe et Mason & Hamlin, ainsi que toutes leurs innovations techniques et le matériel de fabrication. Il les transféra toutes dans une usine à Haverhill dans le Massachusetts, qu'il avait récemment acheté au fabricant de pianos Santi Falcone dont il avait également racheté la société. Il a nommé cette nouvelle entreprise Mason & Hamlin Companies. Le but de Greer étant de ressusciter les pianos Mason & Hamlin et leur prestige d'avant la période de la Grande Dépression en revenant aux spécificités originelles, y compris les conceptions du temps de Gertz.
Quelques modifications ont été apportées sur les pianos comme l'utilisation de la « mécanique Renner » et des touches plus longues. De 1990 à 1994, environ 600 pianos ont été fabriqués, majoritairement des « modèles A » et « BB », ainsi que quelques pianos droits (« modèle 50 »).
Greer vend la société en 1995 à Premier Pianos, qui poursuit la production à un rythme plus lent jusqu'à la vente de l'entreprise en 1996.

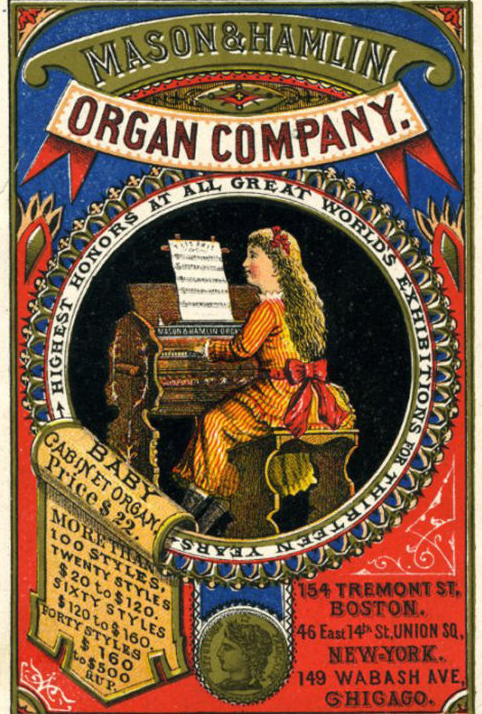
Affiche publicitaire, XIXe siècle.

### Aujourd'hui
En 1996, Mason & Hamlin est racheté par Burgett, Inc., également propriétaire de PianoDisc,, un fabricant de piano numérique. Les pianos Mason & Hamlin sont toujours fabriqués à Haverhill et distribués à travers toute l'Amérique, le Canada, l'Europe et l'Asie (sous le nom d'Henry Mason).
Mason & Hamlin est membre du NAMM.
Tous les pianos Mason & Hamlin sont équipés du Résonateur de tension , sur son piano droit, le modèle 50 , cela se traduit par une tige tendue entre les deux côtés du barrage.
Le fabricant affirme que cela ajoute de la résistance et de la rigidité à l'ensemble qui conserve sa forme avec le temps et les changements climatiques, ce qui préserve la table d'harmonie des déformations.